# Stephan von Garlande
Stephan von Garlande (französisch Étienne de Garlande; * um 1070; † vor dem 2. Juni 1147) war Ritter und Kleriker zugleich und in dieser Doppelrolle umstritten wie kein Zweiter. Er stieg in der ersten Hälfte des 12. Jahrhunderts im Königreich Frankreich wiederholt in höchste Ehren auf, bekleidete viele Hofämter und beeinflusste die Politik in der Krondomäne entscheidend.

## Herkunft
Stephan stammt aus dem Landadel des Brie. Die Genealogie der Familie Garlande ist umstritten, besonders ihre Ursprünge liegen weitgehend im Dunklen. Der Vater der politisch so erfolgreichen Garlande-Söhne (Étienne, Anseau und Guillaume), der bisweilen mit Wilhelm I. von Garlande-en-Brie verwechselt wird, wird in unterschiedlichen Publikationen z. T. als Gilbert und Adam pincerna bezeichnet. Beides ist nicht gesichert, allerdings weisen Urkunden aus Saint-Martin-des-Champs einen gewissen Adam als Vater und einen Alberich als weiteren Vorfahren aus. Ungewöhnlich erscheint, dass zwei der Garlande-Brüder gleichzeitig den Namen Gilbert getragen haben sollen. Vielleicht liegt hier eine Namensverwechslung mit dem Vater vor.
Vermutlich liegt das Stammschloss der Politikerfamilie Garlande in Livry-en-l’Aunoye; später gehörte die Burg Gournay-sur-Marne zu ihrem Fundus. Der Herr von Garlande und seine Söhne schufen aus unbedeutenden Anfängen heraus den Aufstieg in die höchsten Hofämter: Der Vater war zunächst königlicher Mundschenk; sein Sohn Gilbert Paganus avancierte um 1100 unter König Philipp I. zum Seneschall des Reichs. Es gelang dem Senior, in seiner Nachfolge auch seine weiteren Söhne am Hof zu etablieren: Nach seinem Tod im Jahr 1101 folgte ihm Anselm von 1101 bis 1118 – mit kurzer Unterbrechung zwischen 1104 und 1107 – ins Amt, danach auch ein zweiter Sohn namens Wilhelm, allerdings nur für kurze Zeit. Bruder Gilbert war anschließend unter König Ludwig VI. von 1108 bis 1127 königlicher Mundschenk.

## Lebensleistung
Doch all diese Karrieren wurden bei Weitem durch diejenige Stephans von Garlande in den Schatten gestellt. Neben seiner weltlichen Karriere am Hof beschritt er auch eine geistliche Laufbahn, erwarb zahlreiche Pfründen an verschiedenen Kirchen der Krondomäne und brachte dadurch den Spagat fertig, gleichzeitig nicht nur kämpfender Ritter, sondern auch Förderer der Wissenschaften und hochrangiger Kirchenmann zu sein.
In seinem Machthunger, in seiner ambivalenten Stellung als Kleriker und Soldat und in seiner Begünstigung der freien Lehre polarisierte Stephan von Garlande seine Zeitgenossen wie kein anderer. Mitunter zog er sich die unverhohlene Feindschaft reformerischer Kirchenkreise und oppositioneller Adelsgruppierungen, ja sogar des Königshauses und des Heiligen Stuhls, zu.
Vermutlich handelte es sich bei Stephan um den entscheidenden Förderer des Philosophen und Theologen Peter Abaelard im ersten Abschnitt seiner Karriere. In dessen letzten Lebensjahren schien sich Stephan jedoch von Peter Abaelard weitgehend abgewandt zu haben. Davon abgesehen, entdeckt man im Lebenslauf Stephans über weite Abschnitte erstaunliche Kongruenzen und Parallelen zu demjenigen Peter Abaelards. Nur an einer einzigen Stelle im Werk Abaelards, nämlich in der sog. Historia Calamitatum, wird Stephan von Garlande jedoch in diesem Sinn erwähnt, nämlich als er sich für die Entlassung Abaelards aus dem Klosterverband von Saint-Denis bei dessen Abt Suger und beim König einsetzt. Die Bezüge zu Abaelard sind in der folgenden Aufstellung kursiv und eingerückt dargestellt.

## Leben
Um 1070 wurde Stephan von Garlande geboren, als einer der fünf Söhne Gilberts I. von Garlande, der bereits von 1099 bis 1101 Seneschall des Königs ist.
Über seine frühe Ehe ist nichts bekannt, Ivo von Chartes nennt Stephan später einen „öffentlich überführten Ehebrecher“, der deswegen exkommuniziert worden sei.

### Aufstieg unter König Philipp I. (1100–1104)
Noch vor 1100 wurde Stephan Kanoniker von Notre Dame de Paris und Hofkaplan König Philipp I. Bereits zu dieser Zeit machte er Bekanntschaft mit dem Kanoniker Fulbert, dem Onkel Heloisas. Er rivalisierte mit dem Kanoniker und Lehrer Wilhelm von Champeaux um Einfluss am königlichen Hof.
Abaelard trifft in Paris ein und findet vermutlich bald die Unterstützung Stephans in seiner Auseinandersetzung mit Wilhelm von Champeaux.
Im Jahr 1101 wurde Stephan von Garlande auf Wunsch des Königs Bischof von Beauvais, gegen den Willen des dortigen Domkapitels, welches Galon, den Propst des Kanoniker-Stifts Saint-Quentin in Beauvais, favorisierte. Nach dem Tod Bischof Wilhelms von Montfort im Heiligen Land 1102 folgten zwei Jahre der Sedisvakanz in Paris. Als Fulko, als ehemaliger Dekan eine Interimslösung auf dem Bischofsstuhl von Paris, nach zwei Jahren im Amt starb, entscheidet sich das Domkapitel gegen den Widerstand Stephans für Galon.
Abaelard muss Paris verlassen, er geht an den königlichen Hof nach Melun, vermutlich durch die Vermittlung Stephans von Garlande, der in Paris keinen großen Einfluss mehr hat.
Im Jahr 1103 erklomm Nachfolger Wulgrins Wilhelm von Champeaux, Freund Ivos von Chartres und späterer Freund Bernhards von Clairvaux, das Archidiakonat von Paris. Er wurde zum großen Rivalen und Gegenspieler Stephans.

### Abstieg unter König Philipp I. (1104–1108)
Der König wechselte im Jahr 1104 unter offensichtlichem Druck seine Politik. Seneschall wurde nun Guido der Rote, Herr von Rochefort. Guido veranlasste den König, den Thronfolger Ludwig mit seiner Tochter Lucienne zu verloben, obwohl diese noch nicht im heiratsfähigen Alter war. Stephan von Garlande musste den Bischofsstuhl von Beauvais wieder abgeben, da er sich gegen Bischof Ivo von Chartres, der die Reformpartei des französischen Episkopats gegen den König vertrat, nicht durchsetzen konnte. Dieser diffamierte Stephan unter anderem in einem Brief an Papst Paschalis II., wo er ihn „einen ungebildeten Menschen, Spieler und Weiberhelden, der früher einmal wegen öffentlichen Ehebruchs vom Erzbischof von Lyon exkommuniziert worden sei...“ nennt. Stephan wurde stattdessen Archidiakon von Paris; trotzdem musste er durch den Ämterwechsel einen erheblichen Prestigeverlust hinnehmen. Der dritte Archidiakon in Paris, Rainald, spielte politisch keine Rolle.
Ohne die Unterstützung Stephans kann sich Abaelard in Melun nicht mehr halten und wechselt nach Corbeil. Er gibt an, näher bei Paris sein zu wollen, aber in Wirklichkeit ist ihm Paris verschlossen, und Graf Odo von Corbeil opponiert gegen den Sturz der Familie Garlande.
Um 1105 hatte Stephan von Garlande hat seinen politischen Einfluss am Hof weitgehend verloren.
Abaelard wechselt in die Bretagne, aus gesundheitlichen Gründen, wie er angibt, tatsächlich aber, weil er dem Archidiakon Wilhelm von Champeaux schutzlos ausgeliefert wäre. Drei bis vier Jahre hält er sich fern vom Machtzentrum des Königs auf, genau in den drei Jahren der Machtlosigkeit Stephans.

### Aufstieg unter König Ludwig VI. (1108–1127)
Nach Jahren der Auseinandersetzung mit der französischen Krone reiste Papst Paschalis II. im Jahr 1108 nach Frankreich und empfing in der Basilika Saint-Denis Kniefall und Huldigung des Königs und des Thronfolgers. Dieser überraschende Bund von Papst und französischem König hatte sofort innenpolitische Konsequenzen. Der Thronfolger löste seine Verlobung mit Lucienne von Rochefort, König Philipp favorisierte nun wieder Stephan von Garlande: Dieser wurde Kanzler im königlichen Rat, sein Bruder Anselm wieder Seneschall. Das entmachtete Haus Rochefort erhob sich gegen den König, die Garlandes schlugen den Aufstand nieder. Abt Adam von Saint-Denis wurde wegen seiner Verbindung mit dem Haus Senlis angeklagt, Wilhelm von Champeaux verlor das Archidiakonat. Sein Nachfolger als Archidiakon und Leiter des Dialektiklehrstuhls wurde für kurze Zeit der bisherige Kanzler des Domkapitels, Gilbert. Auch unter dem neuen König Ludwig VI. blieb Stephan von Garlande zunächst Leiter der Hofkanzlei.
Abaelard kehrt nach Paris zurück, geht jedoch bald auch nach Melun, wo zeitweise der König residiert, und lehrt dort.
Während der König in Melun residierte, nahm im Jahr 1111 Graf Galeran II. von Meulan, bereits Herr der Montagne Sainte-Geneviève und des Hafens Grève, die Seine-Insel von Paris ein. Die Bürger jedoch vertrieben den Grafen und befreiten so den König aus der peinlichen Lage, nicht zwischen seinen Residenzen Paris und Melun wechseln zu können. Galeran II. verlor seine Macht über Sainte-Geneviève, und Stephan von Garlande erhielt zu seinen Ämtern auch noch das Amt des Dekans des Säkularkanonikerstifts Sainte-Geneviève am linken Seine-Ufer. In dieser Funktion hatte er die Aufgabe, die Klosterdisziplin zu fördern. Stephan erwarb am 12. März 1111 vom König das Privileg, dass das Kloster als einzigen Gerichtsstand das Kapitel des eigenen Klosters hatte, dem der König oder sein dazu befugter Vertreter vorsaß: der Kanzler des Königs, also Stephan, oder der Seneschall, sein Bruder Anselm, oder der Mundschenk, der im Jahre darauf Gilbert von Garlande hieß. Stephan von Garlande unterlag somit nicht mehr der Gerichtsbarkeit des gegnerischen Bischofs von Paris.
Abaelard kehrt daraufhin von Melun nach Paris zurück. Da an der Domschule keine Vorlesungen möglich sind, beginnt er – vermutlich mit Hilfe Stephans von Garlandes – erneut Vorlesungen auf dem Genovevaberg.
Im Jahr 1113 war Stephan nicht nur Archidiakon von Notre-Dame und Dekan von Sainte-Geneviève; durch Beförderung wurde er jetzt auch noch Dekan von Sainte-Croix, Saint-Avit, Saint-Samson und Saint-Aignan in Orléans und Kanoniker in Étampes. Wilhelm von Champeaux verlor seinen politischen Einfluss und zog sich als Regularkanoniker nach Saint-Victor zurück, hatte jedoch durch seine Verbindungen zu Bischof Galon Einfluss auf die Besetzung seines Dialektiklehrstuhls. Der vormalige Dekan Hugo wurde Bischof von Laon, starb jedoch schon nach kurzer Zeit.
In Laon befindet sich eine der gefeiertsten Theologieschulen von Europa. Abaelard begibt sich dorthin und studiert bei Anselm, einem berühmten Frühscholastiker, kurze Zeit Theologie. Möglicherweise hat der Tod Bischof Hugos seinen und Stephans Plan durchkreuzt, die dortige Domschule zu übernehmen.
In den beiden folgenden Jahren gewannen Stephan von Garlande und sein Clan weiter an Einfluss.
Abaelard nimmt jetzt Wilhelm von Champeaux endgültig seine wissenschaftliche Bedeutung. Wilhelm gibt sein Lehramt auf, ersteigt aber eine Sprosse in der Kirchenkarriere, wenn auch weit entfernt: Er wird Bischof von Châlons-sur-Marne.
Als im Jahr 1116 Bischof Galon starb, weitete die Familie Garlande ihre Macht aus. Gilbert wurde Nachfolger Galons, jener Gilbert, der als Kanzler des Kapitels Abaelard zum Leiter der logischen Studien gemacht hatte. Archidiakon wurde Theobald der Notar, ein enger Vertrauter Stephans von Garlande.
Abaelard ist auf dem Gipfel seines Ruhmes. Er ist zwei Jahre lang Leiter des von ihm lange avisierten Dialektiklehrstuhls und liest auch Theologie. Er lernt Heloïsa kennen. Es folgt das heimliche Verhältnis, die Entdeckung durch Fulbert, die Flucht, die heimliche Heirat und schließlich die Entmannung Abaelards.
Im Jahr 1118 fiel Anselm von Garlande in einer Schlacht; als Seneschall folgte sein Bruder Wilhelm.
Abaelard tritt nach seiner Genesung in Saint-Denis als Mönch ein und lehrt alsbald wieder.
Im Jahr 1120 wurde Stephan von Garlande, bisher schon Kanzler der königlichen Verwaltung und Archidiakon von Paris sowie Dekan von Sainte-Geneviève, nach dem Tod seines Bruders auch noch Seneschall von Frankreich. Er war am Gipfel seiner Macht. Durch seinen Rat wurde ganz Frankreich regiert – „quasi wie von einem Hausmeier“, so berichten die Annalen von Morigny. Ein Kleriker war somit Leiter der königlichen Armee. Die Familie Garlande besetzte drei der fünf wichtigsten Ämter des Königreiches, alle Gerichtsfunktionen des Reiches waren in ihrer Hand, und an ihr vorbei konnte im Herzen Frankreichs auch keine kirchliche Entscheidung getroffen werden.
Abaelard flieht vor den Nachstellungen der Mönche von Saint-Denis nach Maisoncelles-en-Brie. Im Jahr 1121 wird er auf dem Konzil von Soissons verurteilt, aber rasch aus Klosterhaft entlassen. Möglicherweise hat sich Stephan von Garlande für ihn eingesetzt.
Im Jahr 1122 verhandelte Stephan von Garlande mit Abt Suger von Saint-Denis wegen der Loslösung Abaelards aus Saint-Denis.
Stephan wird das einzige Mal von Abaelard namentlich als Unterstützer erwähnt. Abaelard wird aus dem Klosterverband entlassen und gründet seine Schule am Paraklet-Oratorium.

### Abstieg unter König Ludwig VI. (1127–1132)
Im Jahr 1127 hatte sich der Wind gedreht, und es kam zum Bruch zwischen Seneschall Stephan von Garlande und seinem obersten Dienstherrn, König Ludwig VI. Offen zu Tage trat der schwelende Konflikt bereits im zeitigen Frühjahr 1127, als Bischof Stephan von Senlis wegen der Affäre mit Archidiakon Theobald noch in Rom weilte.
Gefolgsleute Stephans von Garlande griffen gewaltsam auf den Besitz der Abtei Saint-Germain-des-Prés vor den Toren von Paris über, und Abt Gilduin von Saint-Victor belegte in Stellvertretung des Pariser Bischofs nun Dekan Stephan von Garlande und den gesamten Genovefaberg mit dem Interdikt, obwohl Stephan nach seinen eigenen Aussagen Genugtuung angeboten und sich durch einseitige Erklärung dem Schutz des Heiligen Stuhls unterstellt hatte. Diese Aktion dokumentiert den erneuten ernsthaften Zugriffsversuch des Episkopats auf das Weltklerikerstift, nach Jahrzehnten der Ruhe. Er war nur möglich, weil Stephan von Garlande soeben beim König in Ungnade gefallen war.
Während der König sich in Flandern im Krieg befand, hatte Stephan versucht, durch Verheiratung seiner Nichte Agnes mit Amalrich III. von Montfort das Seneschallat von Frankreich in eine Art von Erbhof zu verwandeln. Deshalb erwuchs ihm plötzlich in Königin Adelheid von Savoyen und dem königlichen Vetter Rudolf von Vermandois eine gefährliche Opposition am Hof. Die Königin, die als Nichte des Papstes Kallixtus II. dem Papsttum und der Kirchenreform anhing und in den Staatsgeschäften ein gewichtiges Wort mitzureden hatte, hatte den Seneschall des Königs schon lange zuvor argwöhnisch beäugt. Der König, der Stephans Ratschlägen bis dahin immer vertraut hatte, ließ sich nun durch seine Gattin von dessen Anmaßung und Gefährlichkeit überzeugen.
Stephan von Garlande und seine Familie wurden gestürzt. Stephan verloir das Amt des Kanzlers und Seneschalls, nur nicht das Archidiakonat. Sein Bruder Gilbert verlor das Amt des Mundschenks. Abt Suger von Saint-Denis war auf der Höhe seiner Macht. Wie im Vorjahr appellierte Dekan Stephan an seinen Vetter, den Metropoliten von Sens, Heinrich den Eber. Dieser zitierte den Pariser Bischof Stephan von Senlis zum Himmelfahrtstag, den 12. Mai 1127, nach Provins. Doch dieser vermutete ein Komplott und weigerte sich, „ins Feindesland“ zu kommen. Die Garlandes suchten die Hilfe des Hauses Montfort und Graf Theobalds II. der Champagne. Die Champagne wurde mit Krieg überzogen, der sich über die Jahre 1128 und 1129 hinzog. Inzwischen ging der Riss auch quer durch die Reihen der französischen Bischöfe: Der Erzbischof von Tours, Hildebert von Lavardin, bezog öffentlich zugunsten Stephans von Garlande Stellung.
Nach einigen Jahren Lehre am Paraklet fühlt sich nun auch Abaelard in der Champagne zunehmend unsicher. Er geht als Abt ins Kloster Saint-Gildas-en-Rhuys in die Bretagne, eventuell durch eine letzte Vermittlung Stephans von Garlande.

### Aufstieg unter König Ludwig VI. (1132–1137)
Mitten in der Auseinandersetzung wechselte König Ludwig VI. ab dem Jahr 1130 die Fronten. Da auf Dauer gegen die Häuser Garlande und Montfort in Frankreich nicht regiert werden konnte und Stephan von Garlande seinerseits ein Einlenken signalisierte und auf das Amt des Seneschalls verzichtete, vollzog der König die nicht mehr erwartete Kehrtwendung und nahm Stephan wieder in seine Huld auf. In die erfolgreichen Friedensverhandlungen waren Bernhard von Clairvaux und der päpstliche Legat Bischof Gottfried von Chartres eingeschaltet. Stephan wurde 1132 erneut Kanzler des Königs; Simon, der Neffe Sugers, musste auf dieses Amt verzichten. Seneschall wurde Rudolf von Vermandois. Wenngleich Stephan von Garlande das Amt des Kanzlers hatte zurückgewinnen können, so ging er insgesamt aus den Querelen geschwächt hervor. Zwar blieb er in seinen geistlichen Ämtern unbeschadet, war also weiterhin Archidiakon von Brie (in Paris) und Dekan von Sainte-Geneviève, doch eine wesentliche Einflussnahme auf die Staatsgeschäfte waren ihm durch den Verlust der militärischen Würden nicht mehr möglich.
In dieser Zeit übergibt Abaelard das Paraklet-Oratorium Heloisa und ihren Nonnen. Er ist häufiger von Saint-Gildas abwesend.
Im Jahr 1133 ließ Archidiakon Theobald der Notar den Prior von Saint-Victor, Thomas, ermorden. Dies geschah auf dem Boden Stephans von Garlande, unweit seiner Burg Gournay-sur-Marne, und möglicherweise mit seinem Gutheißen. Erneut kam es zu Unruhen. Bernhard von Clairvaux protestierte nun heftig gegen Stephan von Garlande in einem Brief an Suger von Saint-Denis, mittlerweile enger Berater des Königs: „Ich frage Dich, wer ist dieses Monstrum, der Kleriker und Krieger zugleich zu sein scheint und keines von beiden ist...“
Abaelard kehrt nach Paris zurück und beginnt erneut auf der Montagne Sainte-Geneviève zu lehren, doch diesmal nicht unter dem Schutz Stephans von Garlande und nicht im Stift selbst, wo dieser an Einfluss verfügt hätte, sondern an der Kirche Saint-Hilaire, die zum Säkularkanonikersstift Saint-Marcel gehört und möglicherweise unter der Leitung des Magisters Gilbert de la Porrée steht, eines Freundes und Gönners Abaelards. Abaelard hat einen ungeheuren Zulauf von Schülern., zieht sich damit aber die Feindschaft der konservativen Theologen erneut zu.
In einem Vergleich aus dem Jahr 1134 korrigierte der König die vorherige, unrechtmäßige Beschlagnahmung und Verwüstung der Pariser Weingärten Stephans von Garlande. Allerdings fielen diese nun nicht auf die Familie Garlande zurück, sondern auf den Dom von Paris.

### Abstieg unter König Ludwig VII. (1137–1141)
Im Jahr 1137 kam es zum vollständigen Machtverlust Stephans beim Tod Königs Ludwig VI. Bereits kurz nach seinem Amtsantritt am 1. August 1137 vollzog der junge Ludwig VII. einen für sein Alter erstaunlich resoluten Richtungswechsel. Die neue politische Doktrin entstand vermutlich unter dem Einfluss seiner angeheirateten aquitanischen Verwandtschaft. Durch die Ehe mit Eleonore von Aquitanien, einer Frau mit politischem Sachverstand, hatte der französische König sein Legitimationsgebiet erheblich erweitert und war nun auch Herzog von Aquitanien. Selbst wenn sein tatsächlicher Exekutivradius erheblich kleiner war, so war damit der anglonormannischen Herrschaft, die sich anschickte, auf die Loire-Grafschaften überzugreifen, ein bedeutsamer Widerpart entstanden. Im selben Maß, wie Ludwig nun das Haus Vermandois unterstützte, befreite er sich von den alten Seilschaften seines Vaters: Binnen kurzer Zeit löste er sich aus dem Einfluss seiner Mutter Adelheid, die sich resigniert in das von ihr gegründete Stift auf dem Montmartre zurückzog.
Auch für die Mitglieder der Familie Garlande war nun am Hof endgültig kein Platz mehr: Stephan von Garlande verlor das Kanzleramt und war damit sämtlicher Ehrenstellungen am Hof entledigt. Seine Brüder hatte er inzwischen alle verloren. Obwohl er noch immer das Archidiakonat am Dom Notre-Dame und das Dekanat von Sainte-Geneviève innehatte, war er nun in einer ähnlich isolierten Position wie der Bischof von Paris. Doch Stephan hatte schon in den Jahren vor dem Regierungswechsel die Trendwende erkannt und betrieb nun vorsichtig den Ausgleich mit dem Bischof und Saint-Victor. Er stimmte beispielsweise dem Vertrag zu, der seine vom König während des Bürgerkriegs verwüsteten Weingärten ins Episkopalgut integrierte. Das Totenbuch von Saint-Victor bestätigte für etwa denselben Zeitraum Stephans ausdrückliche Empfehlung, dem Stift Saint-Victor die Jahreserträge der Königsabteien, die sog. Annalia, zu überschreiben. Im Jahr 1135 erklärte sich Stephan auch mit einem Austausch von Leibeigenen, den sog. Serfs, zwischen Sainte-Geneviève und dem Dom von Paris einverstanden.

### Annäherung an Bernhard von Clairvaux und die Kirchenorthodoxie (1137–1142)
Im Jahr 1141 war Stephan in Paris so machtlos geworden, dass einige Bischöfe der Francia ungestört gegen ihn bei Papst Innozenz II. intrigierten, wenn auch mit mäßigem Erfolg: Am 10. März 1141 erließ Papst Innozenz II. im Lateran eine Bulle, in der er zur öffentlichen Tadelung Stephans aufrief, aber von einer Konfiszierung seiner Güter abriet. De facto bedeutete dies einen Gnadenerlass.
Es gibt Hinweise dafür, dass Bernhard von Clairvaux sich in dieser Zeit Stephan von Garlande, den er früher so harsch getadelt hat, wieder annäherte, denn auch er drohte seinen Einfluss beim König von Frankreich nun zu verlieren. Eventuell setzte er sich bei dem genannten Antrag der Bischöfe am Heiligen Stuhl für Stephan ein, denn das Urteil fiel unerwartet milde aus. Schon zuvor, um 1137, hatte Bernhard einen sehr versöhnlichen Brief an Stephan geschrieben. Dieser war kurz zuvor von schwerer Krankheit genesen. In der Vermutung, ihn jetzt in milder Stimmung anzutreffen, bat Bernhard Stephan, er solle mit eigenen Mitteln eine zisterziensische Neugründung ermöglichen. Was er Stephan als Gegenleistung anbot, kann zwischen den Zeilen herausgelesen werden: seine Huld und seine künftige Unterstützung! Eventuell erhoffte er sich dadurch, dass Stephan bei dem Prozess gegen Abaelard nun seinen Einfluss in Sens nicht für Abaelard geltend machen würde. Dies wäre prinzipiell möglich gewesen, denn Stephan war nicht nur Dompropst in Sens, sondern auch der Vetter des Erzbischofs von Sens, Heinrichs des Ebers.
In der Tat ist zu der Zeit, als das Konzil zusammentritt, am 25. Mai 1141, von einer Einflussnahme Stephans zugunsten Abaelards nichts mehr zu spüren. Bernhard von Clairvaux und die Bischöfe der Franzia sowie andere namhafte Theologen und geistliche Würdenträger betreiben ungestört die Ausschaltung Abaelards auf dem Konzil: Seine Lehrsätze und Bücher werden als Ketzerwerk verurteilt. Abaelard stirbt im Jahr darauf, am 21. April 1142 in Saint-Marcel-sur-Saône, einem Priorat von Cluny.
Kurz vor Abaelards Tod ist ein persönliches Treffen zwischen Bernhard von Clairvaux und Stephan von Garlande bezeugt. Nach seiner berühmten Predigt De conversione vor den Schulleuten von Paris besuchte Bernhard Archidiakon Stephan und erlitt einen seelischen Zusammenbruch in dessen Oratorium Saint-Aignan.
In dieser Kapelle haben mehr als zwei Dekaden zuvor Heloisa und Peter Abaelard geheiratet, der über 70jährige Stephan von Garlande hat sie inzwischen dem Dom überschrieben.
Dass sich Bernhard und Stephan nach der Ausschaltung Peter Abaelards weiter annäherten, erklärt sich gut durch die chaotischen Zustände, die inzwischen durch den Krieg mit der Champagne auch in der Krondomäne herrschten, und die Notwendigkeit neuer Koalitionen.

### Letzte Jahre (1142–1147)
Die letzte Urkunde im Cartulaire Générale de Paris, in der Stephan von Garlande als Dekan von Sainte-Geneviève in Erscheinung tritt, datiert aus dem Jahr 1140. Danach scheint er für sein Stift nicht mehr entscheidend in Aktion getreten zu sein.
Seine Laufbahn als Archidiakon von Paris lässt sich allerdings über einen deutlich längeren Zeitraum verfolgen: In einer Charta, die um 1140 abgefasst und wahrscheinlich von Heloïsas Onkel Fulbert kurz vor seinem Tod mitunterfertigt wurde, ist erwähnt, dass Archidiakon Stephan zwei weitere Schenkungen an Saint-Victor bewilligte. Eine datierte Urkunde von 1145 trägt Stephans Unterschrift in seiner Eigenschaft als Archidiakon; eine zweite dürfte etwa zur selben Zeit verfasst worden sein. Zwei weitere Urkunden aus dem Jahr 1146 sind die letzten von Stephan signierten Urkunden. Eine von ihnen stellt Stephans Testament zugunsten des Doms von Paris dar. Schon Jahr 1108 hatte er sein Haus im Cloître dem Domkapitel überschrieben und seinen Anniversartag organisiert. Um 1120 hatte er mit Bischof Girbert die weitere Verwendung seiner Hauskapelle Saint-Aignan durch Schaffung zweier Halbpfründen geregelt und den dort tätigen Priestern sein Haus und seine Weingärten auf dem Genovefaberg und bei Ivry vermacht. Als Lohn für seinen auf Ausgleich bedachten Kurs der letzten Jahre erhielt Stephan das Plazet, dass sein Neffe Manasses de Garlande zum Bischof von Orléans gewählt wurde (1146).
Eine letzte Urkunde erwähnt Stephan von Garlande im Jahr 1147; sie belegt die Versöhnung des bereits schwerkranken, vom nahen Tod gezeichneten Mannes – divino spiritu afflatus – mit dem Papsttum und der Kirchenorthodoxie. Wider Erwarten zeichnete hier nicht Bischof Theobald von Paris, sondern Kardinalbischof Alberich von Ostia, ein ehemaliger Kluniazenser, der als päpstlicher Legat in Frankreich weilte. Sie bestätigt die früheren Schenkungen Stephans unter den Bischöfen Stephan und Girbert: Häuser, Weingärten und Buschland. Jeder, der sich künftig daran bereichern will, wird vom Legaten mit dem päpstlichen Anathem bedroht. Da Kardinalbischof Alberich von Ostia erstmals im April 1145 als Legat in Paris weilte, wird die Urkunde von W. Janssen auf das Jahr 1145 umdatiert. Wahrscheinlich entstand sie jedoch später, weil Stephan in der Urkunde bereits als tödlich erkrankt beschrieben wird, andererseits noch im Jahr 1146 als Archidiakon aktiv tätig und deshalb offensichtlich gesund war. Deshalb muss man dieses „Testament Stephans“ auf das Jahr 1147 datieren, anlässlich des Osterkonsistoriums in Paris, als Papst Eugen III. mit dem Kardinalskollegium in einer ersten Anhörung den Ketzerprozess Gilberts Porreta verhandelte und Alberich von Ostia anwesend war.
Demnach ist Stephan von Garlande nach einem rasanten, von Höhen und Tiefen geprägten Leben spätestens am 2. Juni 1147 verstorben. Sein letzter Ruheort ist unbekannt. Wahrscheinlich ist er in der besagten Kapelle Saint-Aignan im Cloître von Notre-Dame bestattet worden, in dem Oratorium, welches er einst seiner Familie als Mausoleum errichtet hat.

## Reminiszenz
- Die weltberühmte Kathedrale Notre-Dame von Paris, die in den Jahren 1169 bis 1300 errichtet wurde, trägt am rechten Nebenportal der Hauptfassade, dem so genannten Annenportal, noch einige Bauteile der Vorgängerkirche Saint-Etienne aus dem 6. Jahrhundert. Dieses Portal wird noch mit dem potentiellen Spender Stephan von Garlande verbunden. Es trägt den Namen Le portail d’Etienne de Garlande.
- Die Rue Galande im Quartier de la Sorbonne des 5. Arrondissements in Paris erinnert an die Stelle, in der einst der ummauerte Weingarten Stephans, der Clos de Garlande, lag, der im Stadtkrieg mit dem Bischof von Paris und König Ludwig VI. im Jahr 1127 zerstört wurde.